# Região Geográfica Imediata de Pombal
A Região Geográfica Imediata de Pombal é uma das quinze regiões imediatas do estado brasileiro da Paraíba, uma das cinco regiões imediatas que compõem a Região Geográfica Intermediária de Patos e uma das 509 regiões imediatas no Brasil, criadas pelo IBGE em 2017.
É composta por sete municípios, tendo uma população estimada pelo IBGE para 1.º de julho de 2017, de 67 350 habitantes e uma área total de 2 577,488 km².
A cidade-sede Pombal é a mais populosa da região, com 32 766 habitantes.

## Municípios
Fonte: IBGE – Cidades
| Município     | População Estimativa 2017 | Área (km²) |
| ------------- | ------------------------- | ---------- |
| Cajazeirinhas | 3 197                     | 287,894    |
| Condado       | 6 753                     | 279,435    |
| Lagoa         | 4 666                     | 177,902    |
| Paulista      | 12 308                    | 576,838    |
| Pombal        | 32 766                    | 889,491    |
| São Bentinho  | 4 540                     | 196,823    |
| São Domingos  | 3 120                     | 169,105    |
| Total         | 67 350                    | 2 577,488  |